# Zahorodî, Mostîska
Zahorodî (în ucraineană Загороди) este un sat în comuna Dmîtrovîci din raionul Mostîska, regiunea Liov, Ucraina.

## Demografie
Componența lingvistică a localității Zahorodî
     Ucraineană (100%)
Conform recensământului din 2001, toată populația localității Zahorodî era vorbitoare de ucraineană (100%).